# Peter Marquardt
Peter Charles Marquardt (1 de julio de 1964 – Austin, Texas, 19 de julio de 2014) fue un actor y productor de videojuegos estadounidense.
Fue mundialmente conocido por su papel del traficante "Moco" en la película de Robert Rodriguez El Mariachi de 1992. Obtuvo el papel después de un encuentro casual con Rodríguez en un centro de investigación, donde ambos hombres se ofrecían como voluntarios para una prueba de medicamentos para reducir el colesterol. Rodríguez eligió a Marquardt a pesar de que éste no hablaba español.
Marquardt repitió este papel en la secuela de El Mariachi Desperado. Posteriormente aparecería en el proyecto de Rodríguez Spy Kids 3-D: Game Over y protagonizó el thriller de 2011 The Shadow People.
Fuera de su faceta como actor, Marquardt fue productor asociado de numerosos videojuegos de Ion Storm, incluido Deus Ex y Wing Commander IV: The Price of Freedom. También coprodujo Dominion: Storm Over Gift 3.

## Filmografía
| Año  | Título                  | Rol                  |
| ---- | ----------------------- | -------------------- |
| 1992 | El Mariachi             | Maco                 |
| 1995 | Desperado               | Moco                 |
| 2003 | Spy Kids 3-D: Game Over | Agente OSS #2        |
| 2011 | The Shadow People       | Dr. Ezekiel Narticus |